# Règle d'Allen

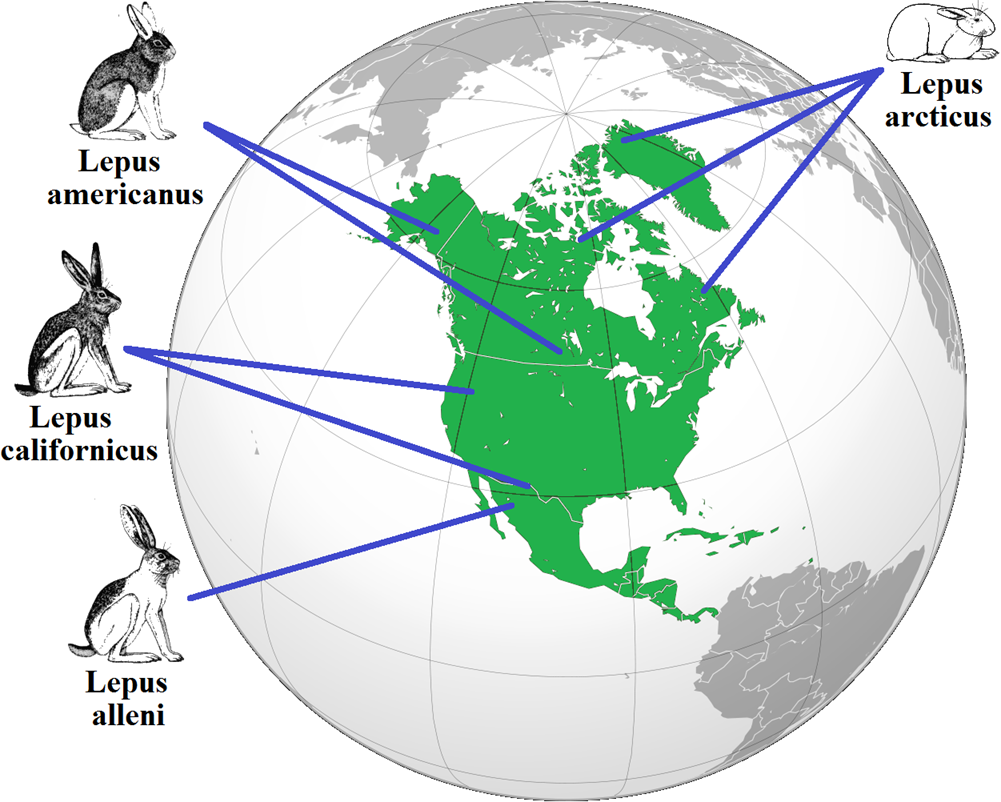
Un bon exemple de la règle d'Allen s'applique aux oreilles et aux pattes des lièvres.

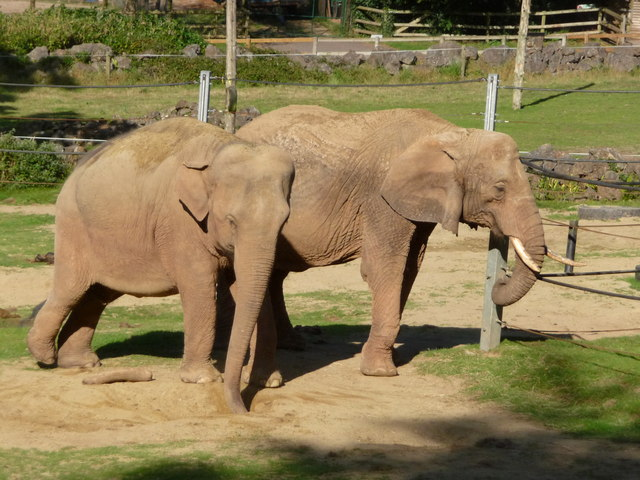
La règle d'Allen se vérifie aussi pour les oreilles de l'éléphant d'Asie (à gauche) et de l'éléphant d'Afrique (à droite) dont les pavillons auriculaires jouent le rôle d'échangeurs thermiques, grâce à une vascularisation très importante. Le premier vit à l'ombre dans les forêts, le second à découvert dans les savanes sous le soleil.

Chez les pinsons de Darwin, le réchauffement climatique induit une augmentation de la surface de leur bec qui joue un rôle thermorégulateur.

La règle d'Allen est une règle biologique empirique posée par Joel Asaph Allen (1838-1921) en 1877. Elle dispose que les organismes homéothermes (à température interne constante) des climats froids ont habituellement des membres et appendices plus courts que les animaux équivalents des climats plus chauds.

## Théorie
Cette règle repose sur le fait que des animaux peuvent avoir un même volume mais une surface différente (surface du corps en contact avec l'extérieur), ce qui modifie les échanges thermiques avec l'extérieur.
On peut, à volume égal, faire varier la surface externe d'un objet en le faisant plus ou moins « compact ». Prenons par exemple huit cubes dont chaque face fait une unité de surface. Quel que soit l'arrangement de ces cubes, le volume sera de huit unités. Pour la surface, prenons deux cas extrêmes : un cube de deux unités de côté et un empilement de tous les cubes. Dans le premier cas la surface de chaque face est 4, donc au total une surface de 4 × 6 = 24 unités. Dans le deuxième cas chaque cube présente quatre de ses faces à l'extérieur, plus deux unités de surface pour la base et le sommet. La surface totale est donc 8 × 4 + 1 + 1 = 34 unités.
Dans des climats froids, plus la superficie exposée est grande, plus la perte de chaleur, et donc d'énergie, est grande car les animaux (humains y compris) ont une température interne supérieure à la température ambiante. Une surface d'échange plus faible limite la déperdition de chaleur.
Dans des climats chauds le phénomène est inversé. Un animal aura besoin d'une surface corporelle plus grande pour évacuer la chaleur, les échanges avec l'extérieur étant plus faibles à cause de la plus faible différence de température entre le corps et l'environnement.
La règle stipule donc que la surface corporelle est rapport direct avec la température ambiante.

## Exemples appliqués

### InuitsetMasaïs
En anthropologie, le contraste entre les Masaïs et les Inuits est souvent présenté comme un exemple de cette règle.
Les Inuits vivent et chassent dans le cercle arctique. Les températures étant très basses, conserver la chaleur est essentiel. Une forme courte et râblée offre une réduction de la surface corporelle, limitant les pertes de chaleur.
Les Masaïs vivent principalement au Kenya et au nord de la Tanzanie. Les températures équatoriales sont élevées. Un grand corps offre une plus grande surface corporelle, aidant à évacuer la chaleur du corps.

### Homme de Néandertal etHomo sapiens
En paléoanthropologie, il a été remarqué que l'homme de Néandertal présentait des membres particuliers. 
Pour les membres supérieurs et inférieurs, la longueur du deuxième segment est inférieure à celle du premier segment. Autrement dit, le mollet est plus court que la cuisse et l'avant-bras plus court que le bras. Chez l'homme actuel, à l'exclusion des Inuits, les premiers et deuxièmes segments des membres sont de longueur à peu près équivalente.
Cette particularité morphologique des Néandertaliens a donc été interprétée comme une adaptation au froid, comme pour les Inuits. C'est un exemple de la règle d'Allen : la réduction de l'extrémité des membres diminue la surface de contact avec l'extérieur et donc limite les pertes de chaleur. On sait par ailleurs que les Néandertaliens sont apparus et se sont développés sur la péninsule européenne alors soumise à un climat glaciaire.

### Lesrenards[4]
En zoologie, à l'intérieur du genre Vulpes, c'est-à-dire les renards au sens strict, on note une diminution de la taille des oreilles allant de pair avec la diminution des températures entre les régions chaudes (de basse latitude) et les régions froides (de haute latitude) de l'hémisphère nord. 
Le renard des sables du Sahara ou fennec (Vulpes zerda), qui vit en zone intertropicale, a des oreilles plus longues que celles du renard roux (Vulpes vulpes), qui vit en climat tempéré, et celles de ce dernier sont plus longues que celles du renard polaire (Vulpes lagopus) qui vit dans les régions circumpolaires. 
La réduction de ces appendices limite la perte de chaleur en climat froid et leur taille importante en climat chaud permet au contraire une régulation thermique accrue en augmentant la surface de contact avec l'extérieur.

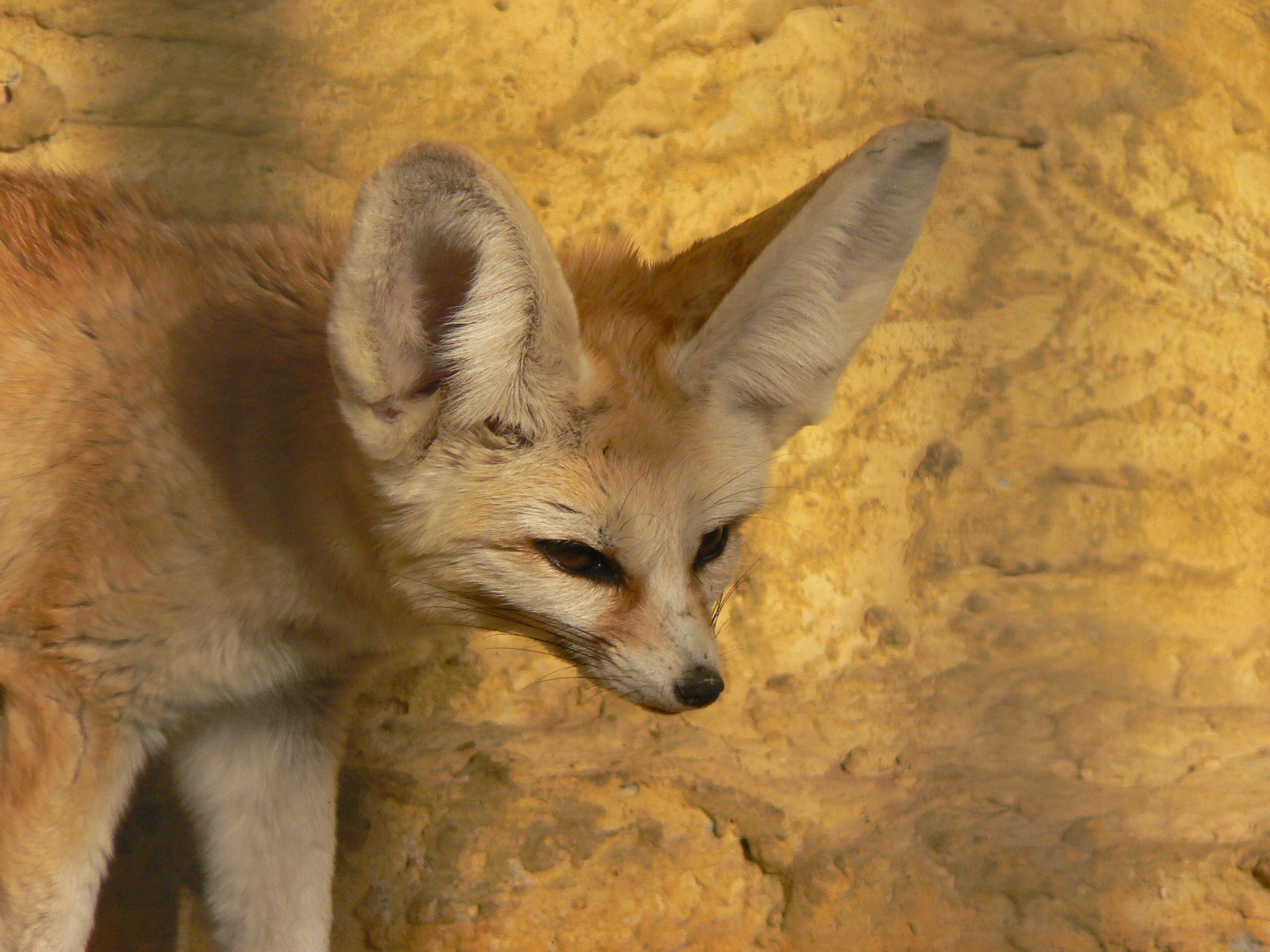
Vulpes zerda
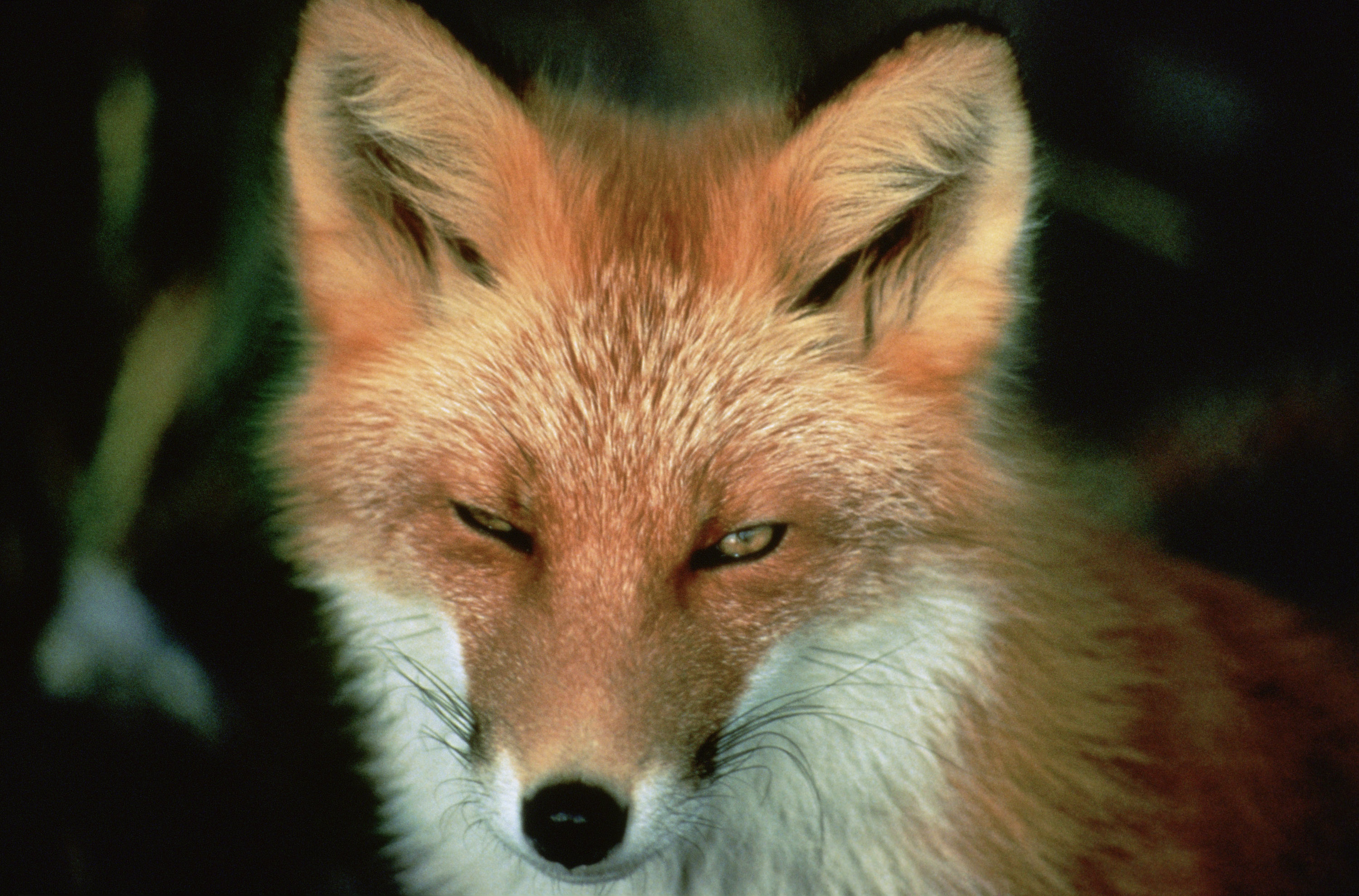
Vulpes vulpes
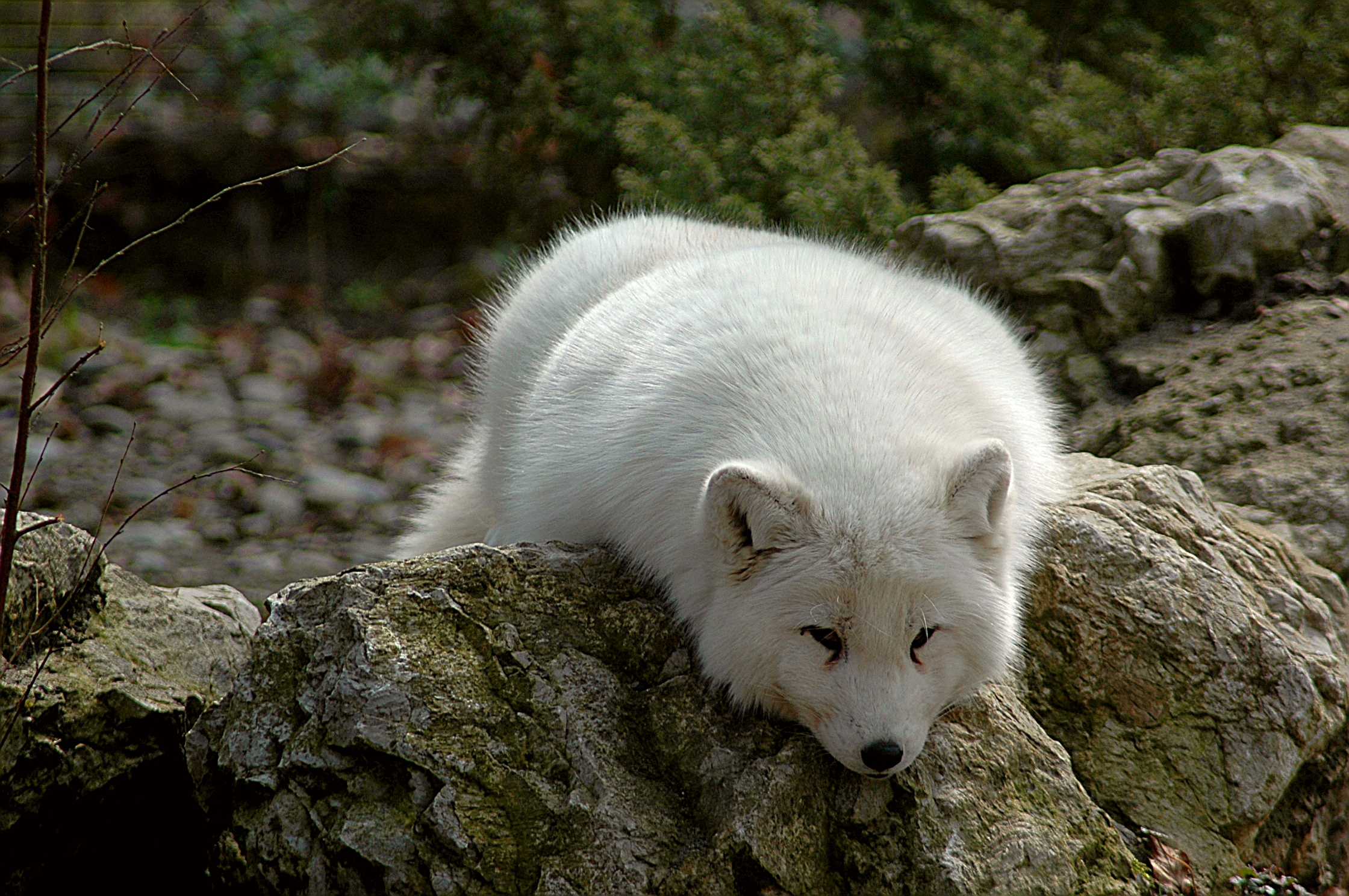
Alopex lagopus

### Galerie

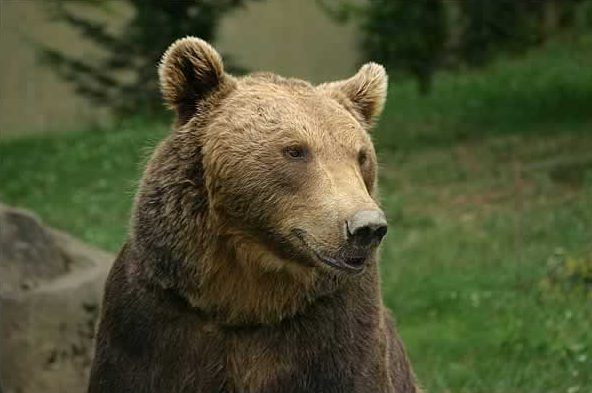
Ours brun, Ursus arctos
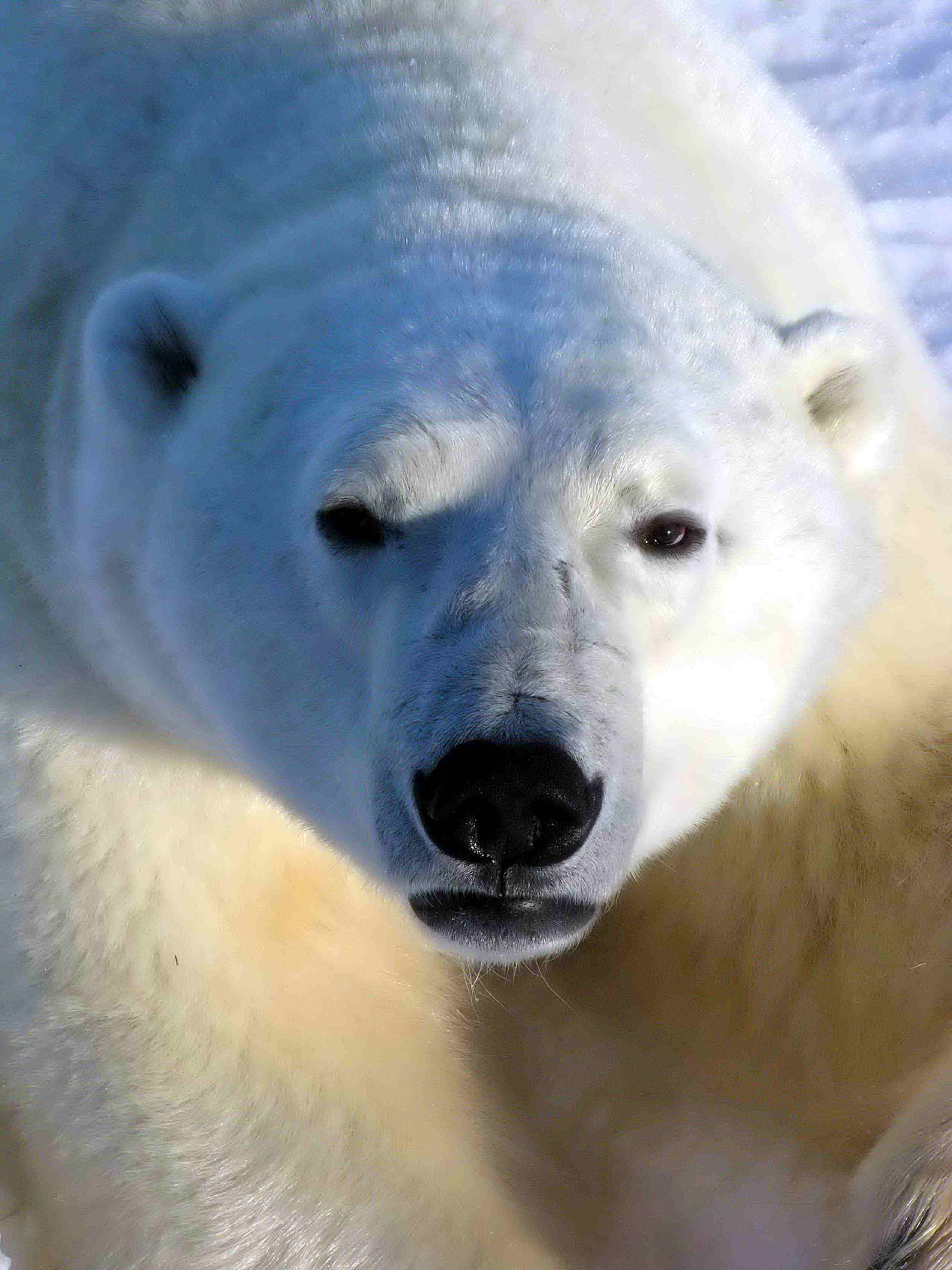
Ours blanc, Ursus maritimus
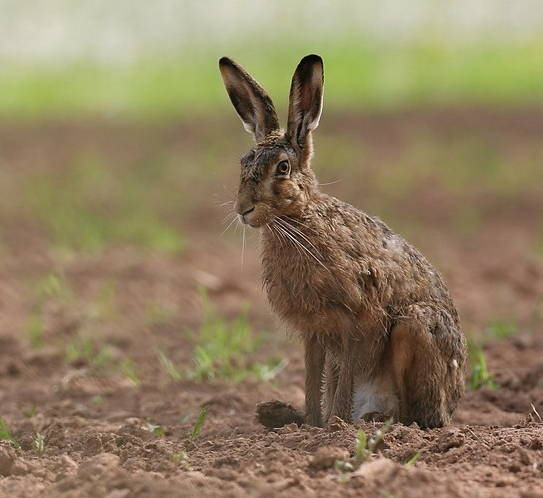
Lièvre d'Europe, Lepus europaeus
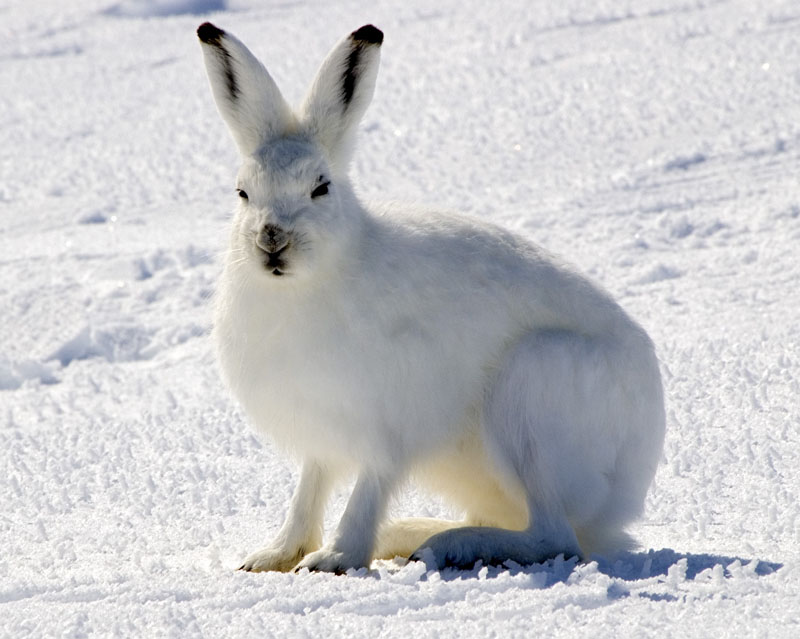
Lièvre arctique, Lepus arcticus

## Clarifications
L'évacuation de chaleur par la surface corporelle est seulement l'un des nombreux mécanismes par lesquels les humains régulent leur température. On peut ainsi citer les mécanismes suivants :
- la transpiration, qui évacue la chaleur par évaporation de l'eau (endothermique) ;
- les tremblements, qui génèrent de la chaleur par activation des muscles ;
- la couleur de la peau ;
- le comportement, par exemple en s'exposant au soleil ou en se mettant à l'ombre.